# 池田三九郎
池田 三九郎（いけだ さんくろう、天正17年（1589年） - 慶長10年7月28日（1605年9月11日））は、安土桃山時代から江戸時代初期の武士。摂津国国人池田光重の長男。弟に重長。
跡継ぎのなかった伯父・池田知正（子の自然〈じねん〉を織田信長の命で処刑されていた）の養子となり、慶長9年（1604年）、伯父が没すると家督を継ぐが、翌年に死去した。享年17。
世子がいなかったため、急遽、父の光重が跡を継いだ。後に光重は三九郎を弔うために大広寺に梵鐘を寄進、五輪塔を築いた。